# Uut Hulsing
Uut Hulsing, geboren als Guurtje Anna Catharina Lubbes (Zaandam, 15 september 1910 - Amsterdam, 17 oktober 1970), was een Nederlands cabaretière, zangeres en gitariste.
Als cabaretière werkt Hulsing, samen met haar man Ber Hulsing, mee aan het  't Gaat Goed-cabaret van Jan Musch. Zij zong vooral liedjes waarbij zij zichzelf begeleidde op de gitaar. Zij staat vooral bekend om het nummer "Van jou heb ik niets meer gehoord" (1946).
Op 17 oktober 1970 stierf ze in Amsterdam. 